# بزرگراه ایر
بزرگراه آیر جاده ای به طول ۱٬۶۶۰ کیلومتر (۱٬۰۳۰ مایل) است که استرالیای غربی و استرالیای جنوبی را از طریق دشت نولاربور به هم پیوند داده است. بزرگراه ایر بخشی از بزرگراه ۱ و بزرگراه ملی استرالیا است و ارتباط پرت و آدلاید از طریق آن صورت می گیرد. نام این بزرگراه از نام کاشف انگلیسی ادوارد جان ایر گرفته شده است. 
بزرگراه آیر از شهر نورسمن  در استرالیای غربی شروع می شود. در ادامه پس از عبور از بالای ایر شبه جزیر ایره به شهر پورت اوگوستا در جنوب استرالیا منتهی می شود..

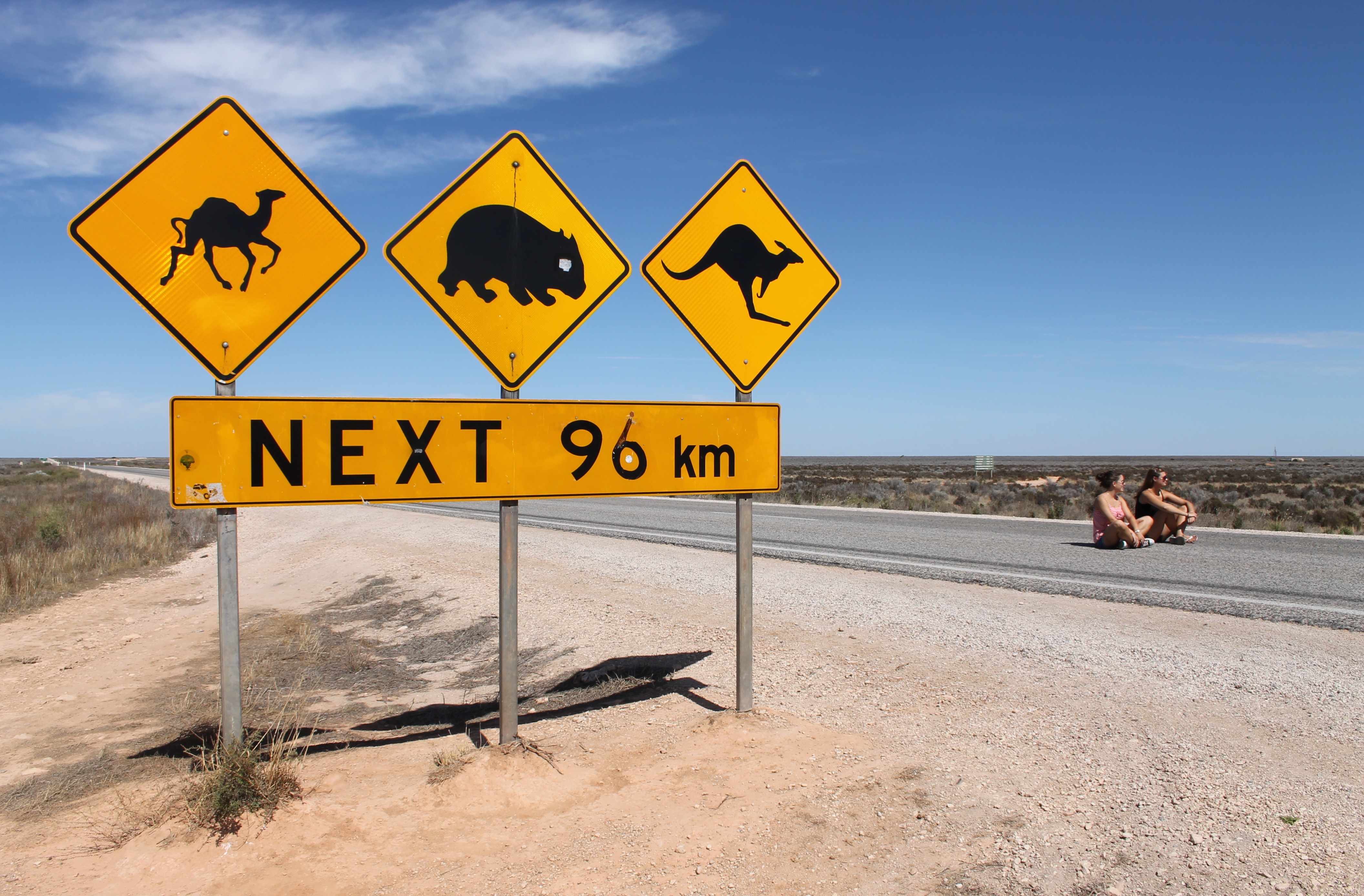
ایر بزرگراه عبور اززمین های پست.

## تاریخچه

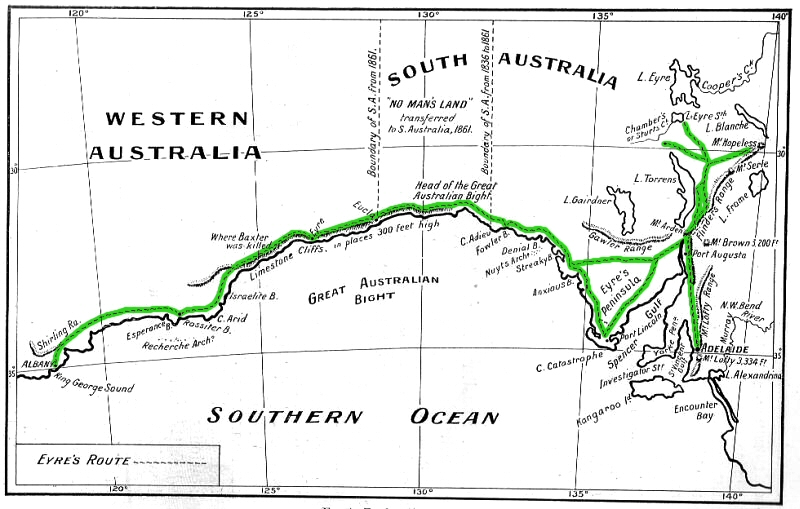
اکتشافات ایر در خلیجبزرگ استرالیا و Nullarbor.

ادورارد جان ایر نخستین اروپایی بود که به پیمایش ساحل در خلیج بزرگ استرالیا در جنوب غربی این کشور پرداخت..

## جاده ی خونریزی
جاده ای که به جاده ی خونریزی مشهور است این جاده سطحی به نسبت صاف و هموار دارد اما به دلیل وجود تعدادی پیچ بدجور درآن  و همین طور قرار گرفتن این جاده میان زمین های کشاورزی و وجود منظره هایی که بتوانند کمی سرگرم کننده باشند، دلایل خوبی  برای خواب آلودگی راننده ها هستند. این به آن معناست که بعد از رانندگی در یک مسیر مستقیم و بی انتها و بدون هیچ جذابیتی، ممکن است خواب آلوده شده و از جاده منحرف شوند، همین  باعث شده که اسم این جاده در لیست خطرناک ترین جاده ای جهان قرار بگیرد.

## همچنین نگاه کنید
- بزرگراههای استرالیا
- بزرگراه شماره یک استرالیا